# 迪丽丽的奇幻巴黎
《迪丽丽的奇幻巴黎》（法語：Dilili à Paris）是2018年法国、德国和比利时三国合拍计算机动画时代冒险动画片，由米休·欧斯洛执导，Studio O前期制作，Mac Guff动画制作。影片讲述了卡纳克少女在美好年代的巴黎调查一件迷案的冒险历程。影片由普鲁内尔·查尔斯-安伯龙、恩佐·哈齐托和娜塔莉·德赛配音。
全球首映礼于2018年6月11日安锡国际动画电影节开幕式上首映，6月12日正式面向公众放映。2018年10月10日法国上映，10月24日比利时上映，2019年德国上映。获第44届凯撒奖最佳动画片奖。